# Émile Flourens
Léopold Émile Flourens, född 1841, död 1920, var en fransk politiker. Han var bror till Gustave Flourens.
Efter att ha varit ledamot av Conseil d'état 1879 och direktör för kyrkoväsendet 1879-1881 och 1884-1885 blev Flourens utrikesminister 1886 i René Goblets regering samt visade här stor effektivitet och energi vid handläggandet bland annat av den känsliga Schnaebeleaffären 1887. Han kvarstod som utrikesminister i Maurice Rouvier och Pierre Tirards regeringar. Flourens sökte ett närmande till Ryssland och undertecknade överenskommelsen med Storbritannien om Suezkanalens neutralitet. Han bekämpade boulangismen. Bland Flourens skrifter märks L'organisation judiciaire et administrative de la France et de la Belgique (1875) och Alexander III, sa vie, son oeuvre (1893).